# Атара-Армянская
Ата́ра-Армя́нская — (абх. Аҭара-Ерманқыҭ; арм. Ատարա-Արմյանսկայա, груз. სომხური ათარა) село в Абхазии, в Очамчырском районе частично признанной Республики Абхазия, согласно административному делению Грузии — в Очамчирском муниципалитете Абхазской Автономной Республики. Расположено к северо-западу от райцентра Очамчира в равнинно-предгорной полосе на левом берегу реки Кодор у подножья Кодорского хребта. В период с 1948 года по 1955 год село официально именовалось Меоре Атара (от груз. Вторая Атара). В административном отношении село представляет собой административный центр Атара-Армянской сельской администрации (абх. Аҭара-Ерманқыҭ ақыҭа ахадара), в прошлом Атара-Армянский сельсовет.

## Границы
На севере границей Атары-Армянской служит Кодорский хребет, на востоке населённый пункт граничит с селом Джгерда, на юге — с селом Атара, на западе — c Гульрипшским районом по реке Кодор.

## Население
Население Атара-Армянского сельсовета по данным переписи 1989 года составляло 1640 человек, по данным переписи 2011 года население сельской администрации Атара-Армянская составило 110 человек, в основном армяне.
| Год переписи | Число жителей | Этнический состав                               |
| ------------ | ------------- | ----------------------------------------------- |
| 1926         | 1562          | армяне 85,6 %; грузины 1,1 %; турки 0,9 %       |
| 1959         | 2021          | армяне; сваны в посёлке Наа (нет точных данных) |
| 1989         | 1640          | армяне; сваны в посёлке Наа (нет точных данных) |
| 2011         | 110           | армяне 56,4 %, абхазы 28,2 %, русские 11,8 %    |

Село Атара-Армянская возникло после 1915 года путём выделения из села Атара местности, заселённой амшенскими армянами, бежавшими из Турции.
В сталинский период в посёлок Наа на севере Атары-Армянской заселяют сванских крестьян из Местийского района Грузии.
Во время военных действий 1992—1993 годов грузинская армия несколько раз проникала в село. Сваны посёлка Наа устроили грузинским военным радушный приём, а когда военные покинули посёлок, в него вошли абхазские партизаны из села Джгерда и сожгли несколько домов. После грузино-абхазской войны сваны покидают село.

## Историческое деление
Село Атара-Армянская исторически подразделяется на 3 посёлка (абх. аҳабла):
- Алапанкуара
- Депегиндза (Депегиндзе)
- Наа